# Rzeka skanalizowana
Rzeka skanalizowana – taka rzeka zestopniowana, na której każdy odcinek danej rzeki znajduje się w zasięgu oddziaływania – piętrzenia – określonego dla danego odcinka rzeki stopnia wodnego, utrzymującego wymagany poziom wody, oraz przystosowana do uprawiania żeglugi. Na rzece skanalizowanej kolejne stopnie wodne dzielą rzekę na odcinki znajdujące się w zasięgu regulacji poziomu wody konkretnego stopnia wodnego. Taki odcinek nazywany jest stanowiskiem. Stanowisko jest odcinkiem drogi wodnej o przyjętych parametrach, przede wszystkim gwarantowanej głębokości tranzytowej, oraz innych, np. prędkości przepływu wody i innych, stwarzającej warunki żeglugowe zbliżone do warunków żeglugi na kanale wodnym. Poszczególne stanowiska są także zbiornikami wodnymi przepływowymi bez możliwości retencyjnych.
Kanalizacja rzeki jest więc jednym ze sposobów przystosowania rzeki dla potrzeb budowy śródlądowej drogi wodnej, o określonej, założonej klasie, delimitującej wymagane parametry żeglugowe. Ten sposób przystosowanie rzeki dla potrzeb żeglugi stosowany jest gdy na rzece swobodnie płynącej innymi zabiegami z zakresu hydrotechniki nie można zapewnić niezbędnych parametrów żeglugowych, szczególnie wymaganych dla danego szlaku żeglugowego o przyjętej klasie drogi wodnej głębokości gwarantowanych, a budowa lateralnego kanału żeglugowego jest z określonych względów nieuzasadniona (np. ze względów ekonomicznych). Zaleca się by nie kanalizować rzek o spadku większym niż 1%.
Wyróżnia się trzy sposoby kanalizacji rzeki:
1. podział rzeki na odcinki stopniami piętrzącymi ze śluzą w korycie rzeki,
2. podział rzeki na odcinki stopniami piętrzącymi ze śluzą w korycie rzeki, z pogłębieniem stanowiska dolnego stopnia piętrzącego, gdy zastosowanie sposobu 1 nie daje możliwości zapewnienia poniżej stopnia wymaganej głębokości gwarantowanej, a zastosowanie wyższego piętrzenia na następnym na szlaku stopniu wodnym jest z określonych względów niemożliwe,
3. zastosowanie kanału bocznego ze śluzą, w korycie rzeki, w ramach stopnia wodnego, buduje się jaz; ten sposób stosowany jest gdy sposoby 1 i 2 są niewystarczające oraz gdy skrócenie drogi wodnej przez kanał w zakolu rzeki daje wymierne korzyści usprawnienia żeglugi.

W Polsce rzekami skanalizowanymi są:
- Odra, na odcinku Koźle – Brzeg Dolny, ok. 187 km[3] (obecnie trwa budowa stopnia wodnego Malczyce, po jej zakończeniu odcinek skanalizowany rzeki wydłuży się o kolejne stanowisko),
- Wisła, na odcinku Dwory – Przewóz, ok. 88 km[3],
- Noteć.

Projektowanie kanalizacji rzeki to złożone zagadnienie wymagające uwzględnienia wielu czynników, nie tylko hydrologicznych i terenowych oraz budowlanych, lecz także ekonomicznych, ekologicznych, społecznych i wielu innych. Ponieważ podstawowym celem kanalizacji jest budowa drogi wodnej, ważnym zaleceniem jest budowa jak najdłuższych stanowisk minimalizujących ilość śluzowań na szlaku, co znacznie skraca czas pokonania przez jednostkę pływającą danej drogi wodnej. Zmniejszenie ilości stopni wodnych to także obniżenie kosztów całej inwestycji. Uznaje się, że kanalizacja rzeki bardzo istotnie zmienia środowisko naturalne, zarówno samej rzeki jak i terenów przyległych. Kanalizacja rzeki stwarza także pewne możliwości energetycznego wykorzystania rzeki poprzez budowę elektrowni wodnych wykorzystujących spadki uzyskane na stopniach piętrzących.